# Llagosta (pel·lícula)
Llagosta (títol original en anglès: The Lobster) és una pel·lícula de comèdia i drama de 2015, dirigida pel director grec Yorgos Lanthimos amb una durada de 118 minuts. El seu guió va ser guardonat amb l'A.R.T.E. Premi Internacional al Millor Projecte CineMart 2013 en la 42a edició del Festival Internacional de Cinema de Rotterdam. Ambientada en un futur proper distòpic, la pel·lícula explica una història d'amor poc convencional, en què la recerca d'una parella romàntica és una qüestió de vida o mort. La pel·lícula és protagonitzada per Colin Farrell i Rachel Weisz.
Va ser seleccionada per competir per la Palma d'Or en el Festival de Cannes de 2015 i va guanyar el Premi del Jurat. També ha estat seleccionada per ser mostrada en la secció Presentacions Especials del Festival Internacional de Cinema de Toronto de 2015.
Ha estat subtitulada al català.

## Argument
En un distòpic futur proper, d'acord amb les regles de la ciutat, les persones solteres són portades a l'Hotel en el qual estan obligades a trobar una parella en quaranta-cinc dies. En cas contrari, són convertides en animals i enviades al bosc. La masturbació està prohibida, però l'estimulació sexual sense orgasme, duta a terme pels servents de l'Hotel, és obligatòria. Els hostes assisteixen a balls i veuen publicitat que ressalta els avantatges de tenir parella. Poden perllongar la seva estada caçant al bosc als residents que s'escapen, els Solitaris, amb armes tranquil·litzadores. Cada Solitari capturat els dona un dia extra per trobar parella.
Després que la seva esposa el deixi per un altre home, David arriba a l'Hotel amb el seu germà, que va ser convertit en un gos després de no trobar parella. David fa amistat amb un home que coixeja i un altre que és papissot. Després que aquest últim sigui descobert masturbant-se, l'administradora de l'Hotel li crema els dits amb una torradora. L'home que coixeja es guanya l'afecte de la dona a qui li sagna el nas, fingint que a ell també li sagna, colpejant el seu nas contra superfícies dures. Els dos es muden a la secció de parelles per iniciar el seu mes de prova.
David decideix seduir la dona més freda de l'Hotel, la dona sense cor. Mentre comparteixen el jacuzzi, ella fingeix asfíxia; quan ell no respon, ella decideix que podrien fer bona parella, per la qual cosa inicien el seu mes de prova. Després d'assassinar el germà de David, ell diu que no li importa; quan comença a plorar, ella conclou que la seva relació està construïda sobre mentides. Mentre ella el duu a l'administradora de l'Hotel, ell s'escapa, i amb l'ajuda de la serventa, la tranquil·litza i la converteix en un animal.
David s'escapa de l'Hotel i s'uneix als Solitaris del bosc. Els Solitaris prohibeixen aventures romàntiques de qualsevol tipus amb càstigs. David, que és miop, comença una relació secreta amb una dona miop. El grup protagonitza missions encobertes a la ciutat on són obligats a aparèixer com a amants, cosa que la parella gaudeix secretament. Amb la finalitat d'evitar el càstig, la dona miop i David desenvolupen un llenguatge de codi amb la finalitat de comunicar-se que s'estimen.
Els Solitaris llancen una batuda a l'Hotel. David li diu a la dona amb hemorràgia nasal que la seva parella ha estat fingint les seves hemorràgies. Els altres donen al marit de la gerent de l'Hotel l'oportunitat de disparar a la seva esposa per salvar-se a si mateix. Ell estreny el gallet i troba que l'arma no té munició. Els Solitaris deixen la parella enfrontar-se entre si.
David i la dona miop conspiren per escapar i viure a la ciutat com a parella. No obstant això, la líder dels Solitaris descobreix els seus plans en llegir el diari de la dona miop. Ella la porta a la ciutat per sotmetre-la a una operació per guarir la seva miopia, però en realitat la deixa cega. David desenvolupa jocs perquè la dona cega pugui identificar objectes a través del tacte i l'olfacte. No obstant això, la dona es nega a permetre que la besi més. Després de reflexionar, David li demana fugir amb ell a la ciutat. Ataca la líder dels Solitaris, deixant-la lligada en una tomba perquè els gossos salvatges se la mengin.
David i la dona cega escapen a la ciutat. En un restaurant, David la mira per última vegada abans d'anar al bany on intentarà encegar-se a si mateix.

## Repartiment
- Colin Farrell com David.
- Rachel Weisz com la Dona miop.
- Jessica Barden com la Dona de l'hemorràgia nasal.
- Olivia Satisfan és el Gerent de l'Hotel.
- Ashley Jensen és la Dona de les galetes.
- Ariane Labed és la Serventa.
- Angeliki Papoulia és la Dona sense cor.
- John C. Reilly és l'Home que parla amb la ce.
- Léa Seydoux és la Líder dels Solitaris.
- Michael Smiley és el Nedador.
- Ben Whishaw és l'Home que coixeja.
- Roger Ashton-Griffiths és el Doctor.[12]

## Producció

### Rodatge
El rodatge va començar el 24 de març de 2014, i va acabar el 9 de maig de 2014. El rodatge va tenir lloc a Dublín, Irlanda, i també en llocs dins i al voltant del Comtat de Kerry, inclosos Sneem, Dromore Woods i Kenmare.

## Màrqueting i distribució
Al maig de 2014, es va anunciar que Sony Pictures havia adquirit els drets de distribució per a Austràlia, Nova Zelanda, l'Europa de parla alemanya, Escandinàvia, Rússia, l'Europa de l'Est i Amèrica Llatina. Una instantània, protagonitzada per Farrell, Whishaw i Reilly, va ser llançada llavors. Alquímia va adquirir els drets als Estats Units de la pel·lícula el 20 de maig de 2015.

## Premis i nominacions
| Premi                                    | Categoria                                          | Receptors                            | Resultat   | Ref(s)        |
| ---------------------------------------- | -------------------------------------------------- | ------------------------------------ | ---------- | ------------- |
| Premis de la Crítica Cinematogràfica     | Millor guió original                               | Yorgos Lanthimos & Efthymis Filippou | Candidata  | [ 21 ] [ 22 ] |
| Premis Satellite                         | Millor guió original                               | Yorgos Lanthimos & Efthymis Filippou | Candidata  | [ 23 ]        |
| Crítica de Los Angeles                   | Millor guió                                        | Yorgos Lanthimos & Efthymis Filippou | Guanyadors | [ 24 ]        |
| Cercle de Crítics de San Francisco       | Millor guió original                               | Yorgos Lanthimos & Efthymis Filippou | Candidata  | [ 25 ]        |
| Crítica de Washington DC.                | Millor guió original                               | Yorgos Lanthimos, Efthimis Filippou  | Candidata  | [ 26 ]        |
| Premis del Cinema Europeu                | Premi del Públic                                   | The Lobster                          | Candidata  | [ 27 ]        |
| Crítica de San Diego                     | Millor guió original                               | Yorgos Lanthimos, Efthimis Filippou  | Finalista  | [ 28 ]        |
| Crítica de Florida                       | Millor pel·lícula                                  | The Lobster                          | Guanyador  | [ 29 ]        |
| Crítica de Florida                       | Millor director                                    | Yorgos Lanthimos                     | Finalista  | [ 29 ]        |
| Crítica de Florida                       | Millor guió original                               | Yorgos Lanthimos, Efthimis Filippou  | Guanyador  | [ 29 ]        |
| Societat de Crítics de Cinema en Línia   | Millor guió original                               | Yorgos Lanthimos, Efthimis Filippou  | Candidata  | [ 30 ] [ 31 ] |
| Associació de Crítics de Cinema d'Austin | Millor actor                                       | Colin Farrell                        | Candidata  | [ 32 ]        |
| Associació de Crítics de Cinema d'Austin | Millor guió original                               | Yorgos Lanthimos, Efthimis Filippou  | Candidata  | [ 32 ]        |
| Associació de Crítics de Cinema d'Austin | Top 10 de l'any                                    | The Lobster                          | Guanyador  | [ 32 ]        |
| Premis Eddie                             | Millor muntatge en pel·lícula de comèdia o musical | Yorgos Mavropsaridis                 | Candidata  | [ 33 ]        |
| Premis Gaudí                             | Millor pel·lícula europea                          | The lobster                          | Candidata  | [ 34 ]        |